# Episodi di Centurions
La prima stagione della serie televisiva a cartoni animati Centurions è stata trasmessa in anteprima negli Stati Uniti d'America tra il 7 aprile 1986 e il 12 dicembre 1986.
| nº | Titolo originale                    | Titolo italiano                   | Prima TV USA      | Prima TV Italia |
| -- | ----------------------------------- | --------------------------------- | ----------------- | --------------- |
| 1  | The Sky Is on Fire                  | Il cielo in fiamme                | 7 aprile 1986     |                 |
| 2  | Battle Beneath the Sea              | Battaglia sottomarina             | 8 aprile 1986     |                 |
| 3  | An Alien Affair                     | L'intruso spaziale                | 9 aprile 1986     |                 |
| 4  | Found: One Lost World               | Il mondo perduto                  | 10 aprile 1986    |                 |
| 5  | Sand Doom                           | Morte nelle sabbie                | 11 aprile 1986    |                 |
| 6  | Whalesong                           | Il canto della balena             | 22 settembre 1986 |                 |
| 7  | Tornado of Terror                   |                                   | 23 settembre 1986 |                 |
| 8  | Denver Is Down                      |                                   | 24 settembre 1986 |                 |
| 9  | Micro Menace                        |                                   | 25 settembre 1986 |                 |
| 10 | Attack of the Plant-Borg            |                                   | 26 settembre 1986 |                 |
| 11 | Battle Beneath the Ice              | Battaglia glaciale                | 29 settembre 1986 |                 |
| 12 | Operation Starfall                  |                                   | 30 settembre 1986 |                 |
| 13 | Let the Games Begin                 |                                   | 1º ottobre 1986   |                 |
| 14 | Firebird                            |                                   | 2 ottobre 1986    |                 |
| 15 | Cold Calculations                   |                                   | 3 ottobre 1986    |                 |
| 16 | Return of Captain Steele            | Il ritorno di cap. Steele         | 6 ottobre 1986    |                 |
| 17 | Three Strikes and You're Dead       |                                   | 7 ottobre 1986    |                 |
| 18 | Double Agent                        |                                   | 8 ottobre 1986    |                 |
| 19 | Child's Play                        |                                   | 9 ottobre 1986    |                 |
| 20 | Terror on Ice                       | Terrore sul ghiaccio              | 10 ottobre 1986   |                 |
| 21 | That Old Black Magic                |                                   | 13 ottobre 1986   |                 |
| 22 | Max Ray... Traitor                  | Max Ray ha tradito?               | 14 ottobre 1986   |                 |
| 23 | Crack the World                     |                                   | 15 ottobre 1986   |                 |
| 24 | The Incredible Shrinking Centurions |                                   | 16 ottobre 1986   |                 |
| 25 | Live at Five                        | In diretta alle cinque            | 17 ottobre 1986   |                 |
| 26 | The Mummy's Curse                   | La maledizione della mummia       | 20 ottobre 1986   |                 |
| 27 | Counterclock Crisis                 |                                   | 21 ottobre 1986   |                 |
| 28 | Zombie Master                       | Il signore degli zombi            | 22 ottobre 1986   |                 |
| 29 | Malfunction                         |                                   | 23 ottobre 1986   |                 |
| 30 | Broken Beams                        |                                   | 24 ottobre 1986   |                 |
| 31 | The Chameleon's Sting               | Il morso del camaleonte           | 27 ottobre 1986   |                 |
| 32 | Film at Eleven                      |                                   | 28 ottobre 1986   |                 |
| 33 | Hacker Must Be Destroyed            | Distruggete Hacker!               | 29 ottobre 1986   |                 |
| 34 | Showdown at Skystalk                |                                   | 30 ottobre 1986   |                 |
| 35 | The Warrior                         |                                   | 31 ottobre 1986   |                 |
| 36 | Return of Cassandra                 |                                   | 3 novembre 1986   |                 |
| 37 | Night on Terror Mountain            |                                   | 4 novembre 1986   |                 |
| 38 | Merlin                              | Il mago Merlino                   | 5 novembre 1986   |                 |
| 39 | The Monsters from Below             |                                   | 6 novembre 1986   |                 |
| 40 | The Road Devils                     |                                   | 7 novembre 1986   |                 |
| 41 | Zone Dancer                         |                                   | 10 novembre 1986  |                 |
| 42 | Firecracker                         |                                   | 11 novembre 1986  |                 |
| 43 | Traitors Three                      |                                   | 12 novembre 1986  |                 |
| 44 | You Only Love Twice                 |                                   | 13 novembre 1986  |                 |
| 45 | Sungrazer                           |                                   | 14 novembre 1986  |                 |
| 46 | Novice                              |                                   | 17 novembre 1986  |                 |
| 47 | Breakout                            |                                   | 18 novembre 1986  |                 |
| 48 | Atlantis Adventure (Part 1)         | Avventura ad Atlantide (1ª parte) | 19 novembre 1986  |                 |
| 49 | Atlantis Adventure (Part 2)         | Avventura ad Atlantide (2ª parte) | 20 novembre 1986  |                 |
| 50 | Ghost Warrior                       | Guerriero fantasma                | 21 novembre 1986  |                 |
| 51 | Let the Lightning Fall              |                                   | 24 novembre 1986  |                 |
| 52 | Cyborg Centurion                    |                                   | 25 novembre 1986  |                 |
| 53 | Day of the Animals                  |                                   | 26 novembre 1986  |                 |
| 54 | To Dare Dominion (Part 1)           |                                   | 27 novembre 1986  |                 |
| 55 | To Dare Dominion (Part 2)           |                                   | 28 novembre 1986  |                 |
| 56 | Hole in the Ocean (Part 1)          | Vortice mortale (1ª parte)        | 1º dicembre 1986  |                 |
| 57 | Hole in the Ocean (Part 2)          | Vortice mortale (2ª parte)        | 2 dicembre 1986   |                 |
| 58 | The Better Half (Part 1)            |                                   | 3 dicembre 1986   |                 |
| 59 | The Better Half (Part 2)            |                                   | 4 dicembre 1986   |                 |
| 60 | Revenge                             |                                   | 5 dicembre 1986   |                 |
| 61 | Man or Machine (Part 1)             | Un mondo di robot (1ª parte)      | 8 dicembre 1986   |                 |
| 62 | Man or Machine (Part 2)             | Un mondo di robot (2ª parte)      | 9 dicembre 1986   |                 |
| 63 | Man or Machine (Part 3)             | Un mondo di robot (3ª parte)      | 10 dicembre 1986  |                 |
| 64 | Man or Machine (Part 4)             | Un mondo di robot (4ª parte)      | 11 dicembre 1986  |                 |
| 65 | Man or Machine (Part 5)             | Un mondo di robot (5ª parte)      | 12 dicembre 1986  |                 |